# Philippe Clement
Philippe Clement (* 22. März 1974 in Antwerpen) ist ein belgischer Fußballtrainer. Als Spieler war er 38-mal für die belgische Nationalmannschaft im Einsatz und über zehn Jahre für den FC Brügge aktiv. 

## Karriere

### Als Spieler
Clement kam über Antwerpener Vorortvereine in den belgischen Profifußball. In Genk schaffte er den Aufstieg in die erste Liga und gewann in seinem letzten Jahr den nationalen Pokal. 1999 ging er nach Brügge, wo er alle nationalen Titel gewann und mehrfach an der Champions League teilnahm. Nach zehn Jahren und über 250 Spielen für Brügge ließ er seine Karriere bei seinem alten, nun in Germinal Beerschot umbenannten Verein ausklingen.
Von 1998 bis 2007 spielte er 38 Mal für die belgische Nationalmannschaft und nahm mit ihr an der WM 1998 und der EM 2000 teil. Sein einziges Tor gelang ihm dabei in einem Qualifikationsspiel für die EM 2004 gegen die Auswahlmannschaft von Bulgarien.

### Als Trainer
Philippe Clement begann in Brügge als Nachwuchstrainer und betreut dort zurzeit die zweite Mannschaft. Zudem ist er momentan als Interimstrainer für die Profimannschaft verantwortlich nachdem Georges Leekens Anfang November 2012 entlassen wurde. Seine Zeit als Interimstrainer war nur von kurzer Dauer, bald darauf wurde er bereits vom Spanier Juan Carlos Garrido als Cheftrainer abgelöst. Danach blieb er der Mannschaft noch als Co-Trainer treu.
Im Mai 2017 gab Waasland-Beveren bekannt, dass Clement ab der Saison 2017 dort die Trainer-Position übernahm. Im Dezember 2017 verließ er den Verein und wechselte als Trainer zum KRC Genk.
Nachdem er dort in der Saison 2018/19 die Meisterschaft gewonnen hatte, verließ er den Verein und nahm ein Angebot des FC Brügge für einen Dreijahresvertrag als Cheftrainer an. Auch dort gewann er sowohl in der nächsten Saison 2019/20 als auch 2020/21 den Meistertitel. In der Saison 2019/20 hatte Brügge bei Abbruch der Division 1A infolge der COVID-19-Pandemie einen Vorsprung von 15 Punkten. In der Folgesaison ging Brügge mit einem Vorsprung von acht Punkte auf den nächsten Verein bzw. zehn auf den KRC Genk in die Play-offs. Nach den sechs Play-off-Spieltagen war der Verein punktgleich mit Genk und wurde nur dank den besseren Platzes in der Hauptrunde Meister.
Anfang Juni 2021 wurde der Vertrag von Clement auf unbestimmte Zeit verlängert.
Anfang Januar 2022 wechselte Clement zur AS Monaco und folgte dort auf Niko Kovač. Er unterschrieb einen Vertrag bis zum 30. Juni 2024. Die Mannschaft stand zu diesem Zeitpunkt nach dem 19. Spieltag der Saison 2021/22 der französischen Ligue 1 mit 29 Punkten auf dem 6. Platz. Unter ihm wurde die Spielzeit mit 69 Punkten auf dem 3. Platz beendet, womit man an der Qualifikation zur Champions League teilnehmen durfte. Nachdem in der Folgesaison als Tabellensechster die erneute internationale Teilnahme verpasst wurde, was insbesondere an einer schwachen Saisonendphase lag, in der man aus sieben Spielen nur vier Punkte holte, trennte sich der Verein in der Sommerpause 2023 von Clement. 
Am 15. Oktober 2023 wurde er als Nachfolger von Michael Beale beim schottischen Klub Glasgow Rangers vorgestellt, er unterzeichnete einen Vertrag bis Sommer 2027. Bei seinem Debüt sechs Tage später gewann Clements Team im Heimspiel im Ibrox Stadium mit 4:0 gegen Hibernian Edinburgh. Am 17. Dezember gewann Clement mit den Rangers den schottischen Ligapokal im Finale gegen den FC Aberdeen und blieb damit in 14 Spielen in allen Wettbewerben ungeschlagen. Sein Lauf endete nach 16 Spielen am 30. Dezember mit einer 1:2-Niederlage bei Celtic Glasgow im Old Firm. Die Rangers belegten in Clements erster Saison den zweiten Platz in der Liga und das Finale im schottischen Pokal. In allen Wettbewerben verloren die Rangers viermal gegen Celtic, einschließlich des schottischen Pokalfinales 2024. Am Tag vor dem Beginn der Saison 2024/25 unterzeichnete Clement eine Vertragsverlängerung um ein weiteres Jahr bis 2028. Die Rangers erreichten 2024/25 das Ligapokalfinale und verloren im Elfmeterschießen nach einem 3:3-Unentschieden gegen Celtic am 15. Dezember 2024. Clement wurde am 23. Februar 2025 von den Rangers entlassen nachdem der Verein zuvor gegen den FC St. Mirren in der Liga verloren hatte und 18 Punkte Rückstand auf den Stadtrivalen Celtic hatte. Im gleichen Monat schieden die Rangers im Achtelfinale des schottischen Pokals gegen den Zweitligisten FC Queen’s Park im Original Glasgow Derby aus, womit es zu einer der größten Überraschungen in der Geschichte des schottischen Pokals kam, und die Rangers die erste Heimniederlage gegen einen Unterklassigen Verein beibrachte.

## Titel und Erfolge

### Als Spieler
- Belgischer Meister (2): 2003 und 2005
- Belgischer Pokalsieger (4): 1998, 2002, 2004 und 2007
- Belgischer Supercup (4): 2002, 2003, 2004 und 2005

### Als Trainer
- belgischer Meister (3):
  - 2019 (KRC Genk)
  - 2020, 2021 (FC Brügge)
- Raymond-Goethals-Trophee für den besten belgischen Trainer des Jahres: 2018[11], 2019[12], 2020[13]